# Rabdornis cap-ratllat
El rabdornis cap-ratllat
(Rhabdornis mystacalis) és una espècie d'ocell de la família dels estúrnids (Sturnidae). És endèmic de les illes Filipines. Habita els boscos tropicals i subtropicals de frondoses humits de les terres baixes. El seu estat de conservació es considera de risc mínim.